# Bin Kaneda
Bin Kaneda (jap. 兼田 敏, Kaneda Bin, * 9. September 1935 in Shinkyō, Mandschukuo (heute: Changchun, Volksrepublik China); † 19. Mai 2002) war ein japanischer Komponist und Professor.
Sein Musikstudium absolvierte er an der Tokyo National University of Fine Arts and Music und schloss es mit einem Diplom in Komposition 1959 ab. Kaneda wirkte als Lehrkraft an verschiedenen Universitäten. 1980 wurde er Professor für Music Education an der Universität Gifu, 1983 Professor für Komposition an der Aichi Prefecture University of Fine Arts and Music, 1996 Professor für Music for Graduate Education an der Universität Gifu und 1999 Professor emeritus an der Aichi Prefecture University of Fine Arts and Music.
Bin Kaneda schrieb die Musik zur Eröffnung der Olympischen Spiele 1964 in Tokio sowie zwei Märsche für die Expo ’70. Er ist ebenso Komponist vieler Pflichtstücke für die Blasorchesterwettbewerbe in Japan.

## Werke

### Werke für Orchester
- Passacaglia
- Symphony
- Symphony 25 – Variations
- Sinfonietta for String Orchestra

### Werke für Blasorchester
- 1971 Passacaglia
- 1972 Overture for Symphonic Band
- 1974 Elegy for Symphonic Band
- 1974 Japanese Folk Song Suite – Warabe Uta
  1. Where are you from? (Antagata dokoso)
  2. Lullaby (Komori uta)
  3. An ancient priest in a mountain temple (Yamadera no oshoosan)
- 1975 Symphonic Moment for Band
- 1975 A Symphonic Instant
- 1981 Ballade 1 for Symphonic Band
- 1986 Ah!
- 1999 Ballade V for Symphonic Band
- Divertimento
- Divertimento II for Symphonic Band
- March WAKAKUSA
- Song of Youth
- Suite for Symphonic Band
  1. Prelude
  2. Waltz
  3. Interlude
  4. Finale
- Symphonic ONDO for Symphonic Band
- Symphonic Variation
- Theme and Variations for Band

| Personendaten    | Personendaten                                                |
| ---------------- | ------------------------------------------------------------ |
| NAME             | Kaneda, Bin                                                  |
| ALTERNATIVNAMEN  | 兼田 敏 (japanisch)                                          |
| KURZBESCHREIBUNG | japanischer Komponist und Professor                          |
| GEBURTSDATUM     | 9. September 1935                                            |
| GEBURTSORT       | Shinkyō, Mandschukuo (heute: Changchun, Volksrepublik China) |
| STERBEDATUM      | 19. Mai 2002                                                 |